# Wohnhausgruppe St.-Pauli-Straße
Die Wohnhausgruppe St.-Pauli-Straße befindet sich in Bremen, Stadtteil Mitte, Ortsteil Ostertor, St.-Pauli-Straße  54 bis 58. Das Ensemble entstand  um 1900. Die Wohnhausgruppe steht seit 1973 unter Bremer Denkmalschutz.
Die  gekrümmte St.-Pauli-Straße führt in West-Ost-Richtung und dann in Nord-Süd-Richtung vom Ostertorsteinweg bis zur Deichstraße und quert oder tangiert dabei die Poststraße (Notar Hermann Liborius Post (1803–1886)), Theodor-Körner-Straße, Alexanderstraße / Köpkenstraße (Köpkenstift von 1564), Kreuzstraße / Bleicherstraße. Sie wurde benannt nach dem Paulskloste der Benediktiner und dem Paulsbergviertel.

## Geschichte
Das Paulskloster von 1050 wurde 1523 aus strategischen Gründen abgerissen und der Paulsberg ein Jahrhundert später abgetragen.
1849 wurden Gebiete vom Ortsteil Ostertor eingemeindet und die Bürger erhielten das volle Bürgerrecht von Bremen. Es wurde nach der Aufhebung der Torsperre verstärkt gebaut.

Die zwei verputzten, dreiachsigen, zweigeschossigen Häuser und das verblendete dreigeschossige Gebäude, alle von 1900 im Still des Historismus entworfen, sind typische Bremer Häuser mit Satteldächern und Fries. 
Das Landesamt für Denkmalpflege Bremen schrieb dazu: „Die Reihenhäuser St.-Pauli-Straße 54/58 ersetzten gegen 1900 eine Vorgängerbebauung an dieser Stelle und bilden als Dreiergruppe mit einem um ein Geschoß erhöhten Mittelhaus eine gestalterische Einheit.“
Der im Stadtteil häufig vorkommende Häusertyp Bremer Haus wurde in Bremen zwischen der Mitte des 19. Jahrhunderts und den 1930er Jahren errichtet. Charakteristisch sind das Souterrain als Tiefparterre, die tiefe Gebäudeform und der seitliche Eingang.

Heute (2018) werden die Häuser weiterhin für Wohnzwecke genutzt. 

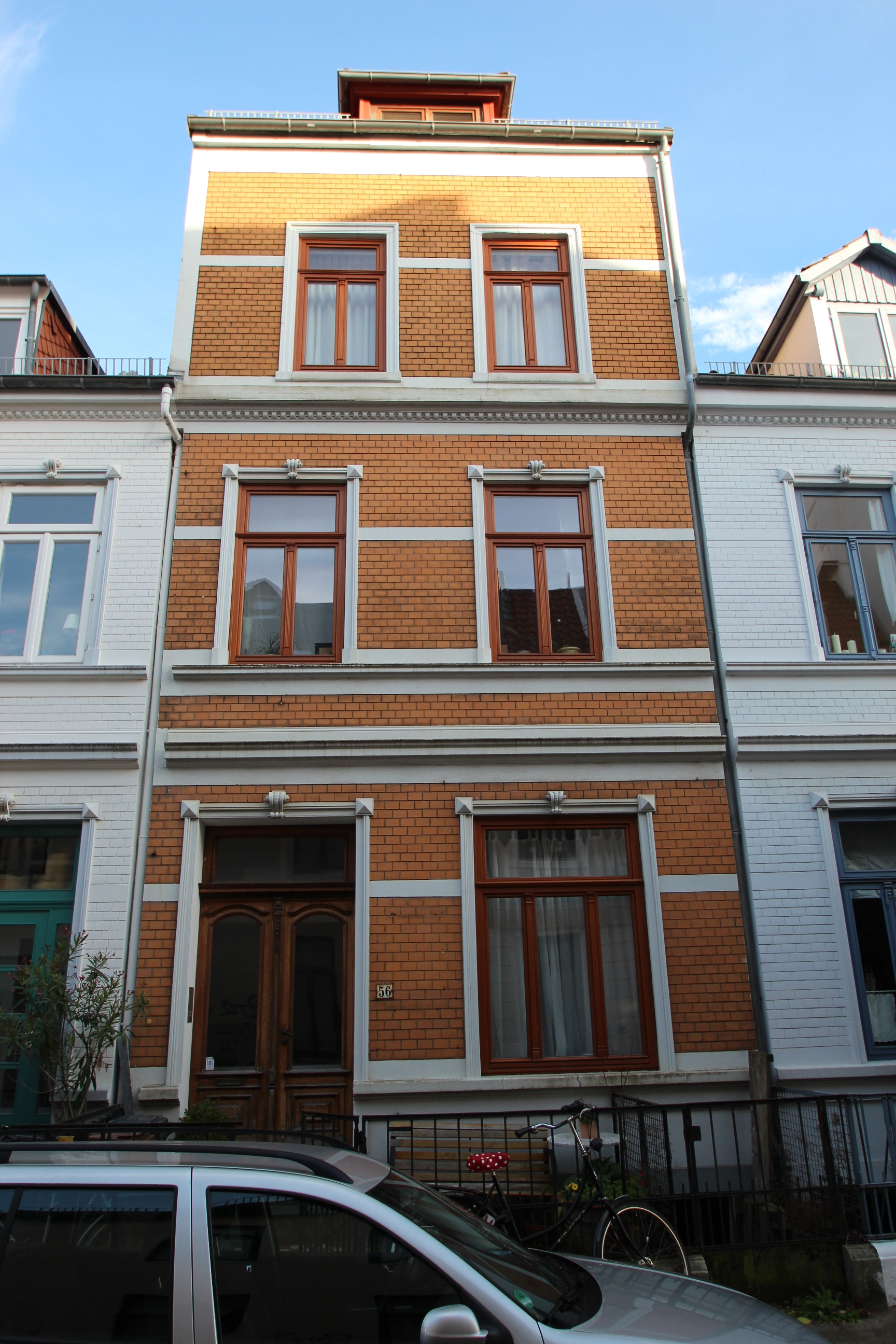
Nr. 56
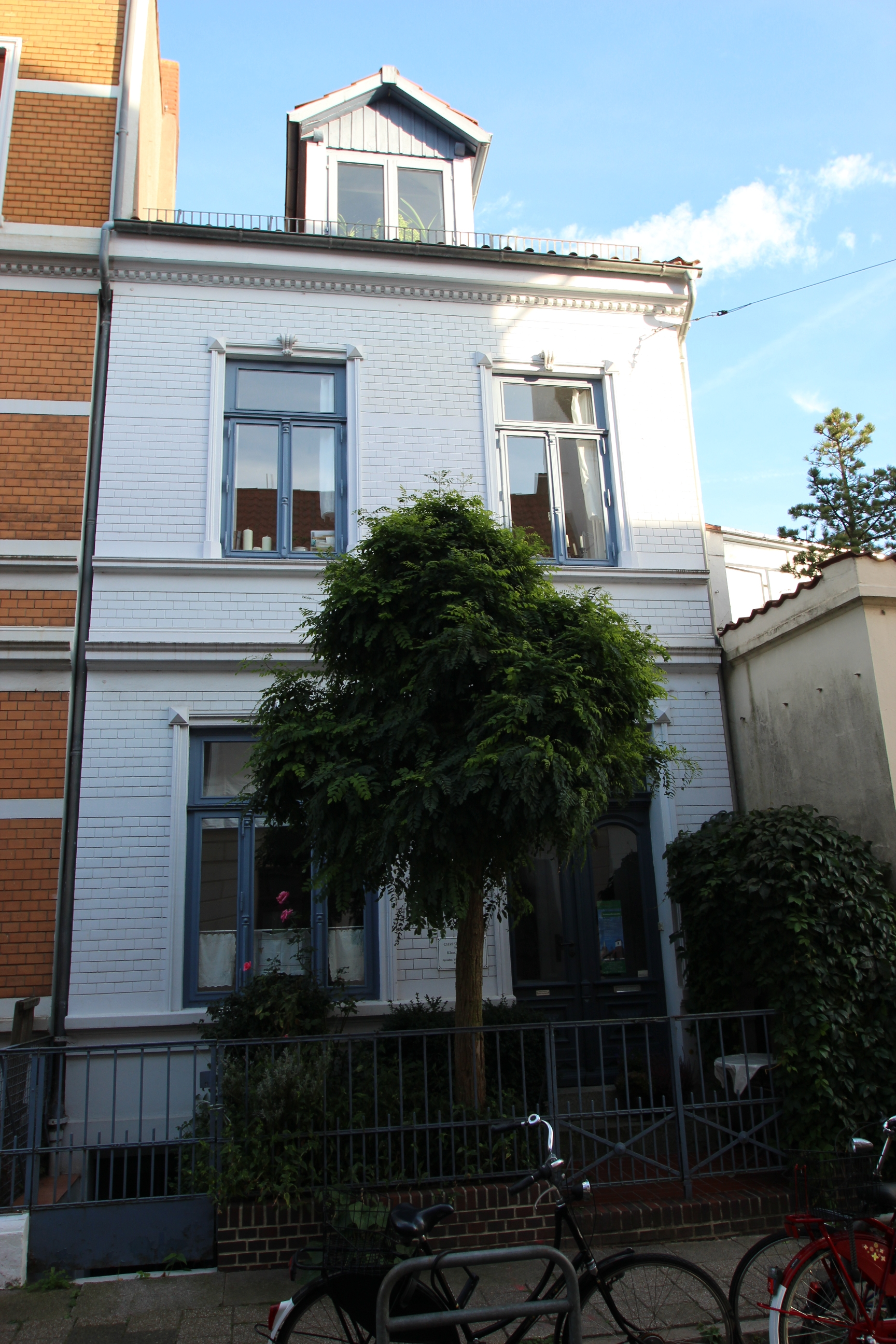
Nr. 58